# وارونگی زمین‌مغناطیسی

قطبایی زمین‌مغناطیسی در ۵ میلیون سال گذشته (پلیوسن و کواترنری، اواخر دوران نوزیستی). بخش‌های تیره دوره‌هایی را نشان می‌دهد که قطبایی با قطبایی بهنجار امروزی مطابقت دارد؛ بخش‌های روشن دوره‌هایی را نشان می‌دهد که در آن قطبایی وارونه شده‌است.

وارونگی زمین‌مغناطیسی (انگلیسی: Geomagnetic reversal) تغییری در میدان مغناطیسی زمین است که بر اثر آن، قطب مغناطیسی شمال و قطب مغناطیسی جنوب زمین تعویض یا معکوس می‌شوند (با قطب شمال و قطب جنوب جغرافیایی اشتباه نشود). میدان مغناطیسی زمین بین دوره‌های قطبایی بهنجار و قطبایی وارون ر حال تغییر و جایگزینی بوده‌است. در حالت قطبایی بهنجار، جهت غالب میدان مغناطیسی زمین همان جهت فعلی و در حالت قطبایی وارون برعکس جهت کنونی بوده‌است. این دوره‌های زمانی، عصر قطبایی نامیده می‌شود.
وقوع رویداد وارونگی زمین‌مغناطیسی از نظر آماری تصادفی است. در طول ۸۳ میلیون سال گذشته حداقل ۱۸۳ وارونگی زمین‌مغناطیسی (به‌طور متوسط حدود هر ۴۵۰٬۰۰۰ سال یک بار) وجود داشته‌است. آخرین مورد که وارونگی برونز–ماتویاما نام دارد، حدود ۷۸۰٬۰۰۰ پیش با برآوردهای بسیار متفاوت از سرعت وقوع آن روی داده‌است. منابع دیگر تخمین می‌زنند که مدت زمانی که طول می‌کشد تا یک وارونگی زمین‌مغناطیسی کامل شود، برای چهار وارونگی اخیر به‌طور متوسط حدود ۷٬۰۰۰ سال بوده‌است. برخی پژوهش‌ها نشان می‌دهد که این مدت زمان به عرض جغرافیایی بستگی دارد؛ به گونه‌ای که در عرض‌های جغرافیایی پایین، مدت زمان وارونگی کوتاه‌تر و در عرض‌های جغرافیایی میانی و بالا، مدت زمان وارونگی طولانی‌تر بوده‌است. مدت زمان برگشت کامل با وجود متغیر بودن، معمولاً بین ۲٬۰۰۰ تا ۱۲٬۰۰۰ سال است.
اگرچه دوره‌هایی وجود داشته‌است که طی آن میدان مغناطیسی به مدت چند صد سال در سطح جهانی معکوس شده‌است، ولی این رویدادها به جای چرخش کامل زمین‌مغناطیسی به عنوان گردش زمین‌مغناطیسی طبقه‌بندی می‌شوند. دوره‌های قطبایی پایدار اغلب گردش‌های جهت‌دار سریع و بزرگ را نشان می‌دهند که بیشتر از وارونگی‌ها رخ می‌دهند و می‌توانند به‌عنوان وارونگی‌های ناموفق طبقه‌بندی شوند. در طول چنین گردش‌هایی، وارونگی‌های میدان مغناطیسی در هسته بیرونی مایع زمین و نه در هسته درونی جامد آن روی می‌دهد. فرایند پخش در هسته خارجی مایع در مقیاس‌های زمانی ۵۰۰ ساله یا کمتر است، در حالی که این فرایند در هسته داخلی جامد طولانی‌تر و در حدود ۳٬۰۰۰ سال است.